# NGC 1431
NGC 1431 este o low-surface-brightness galaxy⁠(d) situată în constelația Taurul. A fost descoperită în 6 septembrie 1864 de către Albert Marth.